# Federação Israelita do Rio de Janeiro
A Federação Israelita do Rio de Janeiro (FIERJ) é a representante política da comunidade judaica do Estado do Rio de Janeiro.

## Fundação e Objetivos
Sua fundação ocorreu em 1947 com finalidade principal de acolher os sobreviventes do Holocausto na capital brasileira e hoje estima-se que congregue 75 entidades judaicas e que possua 35 mil membros.
Conforme o estatuto da Fierj,esses são os objetivos da instituição: representar os judeus do Estado do Rio de Janeiro e os interesses da comunidade judaica estadual e, em especial, dos seus associados, perante as autoridades constituídas, a Confederação Israelita do Brasil, as Federações congêneres e quaisquer outras instituições ou entidade; fomentar os sentimentos de civismo, solidariedade humana, democracia, paz e justiça social, opondo-se a quaisquer formas de discriminação; colaborar com as entidades judaicas, respeitada a autonomia de cada qual e, ainda, tentar solucionar eventuais conflitos entre elas, desde que solicitada; atuar no interesse da comunidade em geral e, em especial, nos setores de educação, ensino, assistência social, filantropia, cultura e religião; coordenar e promover campanhas de angariação de fundos, dentro da comunidade judaica, para a manutenção e o desenvolvimento de atividades religiosas, filantrópicas, culturais e educacionais, respeitada a autonomia de cada associada; divulgar e promover campanhas sobre as atividades da comunidade judaica, assim como de sua participação na vida comunitária do estado e respeitar, difundir e acatar as tradições e os preceitos religiosos judaicos.

## Estrutura
A FIERJ tem seus representantes eleitos diretamente pelos membros da comunidade judaica do Estado do Rio de Janeiro. A Diretoria Executiva da FIERJ é composta por 1 Presidente, 3 Vice-Presidente e diversos diretores relacionados a determinada área estratégia da instituição. Os representantes são eleitos a cada 4 anos.  
A Diretoria Executiva é fiscalizada pelo Conselho Deliberativo da instituição, composto por membros eleitos a 4 anos e representantes das instituições federadas. Além disso, os antigos Presidentes do Conselho Deliberativo e Diretoria Executiva da FIERJ têm direito a uma cadeira no Conselho Deliberativo.  
Em virtude da pandemia de Coronavírus em 2020, e tendo em vista que só havia uma chapa para candidatura à Diretoria Executiva, o Conselho Eleitoral da Federação, em concordância com o Conselho Deliberativo, decidiu por empossar a chapa única candidata à Diretoria Executiva, com fins de evitar a realização de eleições diretas que possam ser vetor de contágio do Coronavírus.   

## Mídia
A FIERJ possui forte presença na mídia tendo criado o programa Comunidade na TV em 3 de novembro de 1985, sendo considerado como o programa de produção independente há mais tempo no ar em TV aberta, semanalmente, de forma ininterrupta, tendo passado das 1.340 edições. Também possui programas de rádio AM sem continuidade e no final de 2008, Comunidade no Ar estava iniciando uma nova fase na Rádio Livre 1440 RJ.    